# Скот Граймс
Скот Граймс е (на английски: Scott Grimes) е американски актьор и музикант, номиниран за награда „Сатурн“. Известен е в България най-вече с ролята си на д-р Арчи Морис в сериала „Спешно отделение“ и сержант Доналд Маларки в минисериалът „Братя по оръжие“.

## Биография
Роден е на 9 юли 1971 г. в Лоуъл, Масачузетс. Сестра му Хедър Граймс също е актриса.
Започва да се снима още в ранна възраст. На 14 участва в епизод на сериала Зоната на здрача (Little Boy Lost). Паралелно започва и музикална кариера. Първият му албум Scott Grimes излиза през 1989. Следват още два – Livin' on the Run (2005) и Drive (2010).
През 2003 дебютира в световноизвестния сериал Спешно отделение в ролята на д-р Арчи Морис. Играе там в следващите 6 сезона до 2009, когато се излъчва последния 15-и сезон на шоуто. През 2010 играе и в Робин Худ, където си партнира с Ръсел Кроу.